# Ликони, Эл
Джеремайя Альфред Ле Кони (Ликони) (англ. Jeremiah Alfred Le Coney (LeConey); 3 ноября 1901 — 11 ноября 1959) — американский легкоатлет, который специализировался в беге на короткие дистанции.

## Биография
Олимпийский чемпион 1924 года в эстафете 4×100 метров.
Эксрекордсмен мира по эстафетного бега 4×100 метров.
Чемпион США в беге на 220 ярдов (1923).
По окончании спортивной карьеры работал по специальности в гражданском строительстве, позже — страховым андеррайтером.
Позировал для почтовой марки, выпущенной к Олимпиаде-1932.